# Omar Rodrigo Valencia
Omar Rodrigo Valencia Araúz (nacido el 3 de febrero de 2002 en la ciudad de Panamá) es un futbolista panameño que juega como mediocampista izquierdo, juega para el CD Plaza Amador de la Primera División de Panamá. Es hermano de Omar Javier Valencia.

## Trayectoria

### CD Plaza  Amador
Se formó en la cantera del CD Plaza Amador y su debut profesional en la Primera División de Panamá el 25 de octubre de 2020 en el empate 0 a 0 en el Estadio Virgilio Tejeira. Salió campeón del Torneo Apertura 2021.

## Clubes
| Club            | País   | Año         |
| --------------- | ------ | ----------- |
| CD Plaza Amador | Panamá | 2020 - act. |

## Palmarés

### Títulos nacionales
| Título           | Club            | País   | Año    |
| ---------------- | --------------- | ------ | ------ |
| Primera División | CD Plaza Amador | Panamá | 2021-A |